# Edwin Chadwick
Sir Edwin Chadwick KCB (24 de gener del 1800 - 6 de juliol del 1890) fou un reformista social britànic conegut per la seva tasca de reforma de les Lleis de Pobres (Poor Laws) i per haver millorat les condicions sanitàries i de salut pública. Un dels motius pels quals Chadwick defensava les millores en la salut pública era que, al seu parer, permetien estalviar diners. Nasqué a Longsight (Manchester). Després de ser admès com a advocat sense tenir gaire recursos, feu el possible per a subsistir amb obres literàries, com ara el seu treball sobre les ciències aplicades i el seu lloc a la democràcia, així com assajos a la Westminster Review (principalment sobre els diferents mètodes d'aplicació del coneixement científic a la pràctica del govern). Això cridà l'atenció de Jeremy Bentham, que el contractà com a assistent literari i li deixà una herència substancial.
El 1832, Chadwick fou inclòs a la Comissió Reial sobre el Funcionament de la Llei de Pobres. Un any més tard, esdevingué membre de la Junta de la Llei de Pobres. Chadwick i Nassau William Senior foren els autors del cèlebre informe del 1834 que recomanava reformar l'antiga Llei de Pobres. El resultat fou l'aprovació de la Nova Llei de Pobres el 1834. El nou sistema preveia que les persones fossin formades pels sindicats de la Llei de Pobres a les workhouses. Chadwick havia defensat un sistema d'administració més centralitzat que el que fou adoptat en última instància. Fou ennoblit el 1889, un any abans de la seva mort a East Sheen, prop de Richmond (Surrey).